# گریم یوزه
گریم یوزه (آلمانی: Graeme Jose; ۲۱ نوامبر ۱۹۵۱ – ۲۳ ژوئن ۱۹۷۳) دوچرخه‌سوار اهل استرالیا بود. وی در بازی‌های المپیک تابستانی ۱۹۷۲ شرکت کرده است.